# EuroLat

Unia Europejska oraz kraje Ameryki Łacińskiej

EuroLat, Europejsko-Latynoamerykańskie Zgromadzenie Parlamentarne – zgromadzenie parlamentarne przedstawicieli Parlamentu Europejskiego i parlamentów narodowych państw Ameryki Południowej, Środkowej i Karaibów oraz zgromadzeń parlamentarnych międzynarodowych (Parlament Mecosuru, Parlament Ameryki Łacińskiej, Parlament Środkowoamerykański, Parlament Andyjski).